# Wadian, Shandong
Wadian Zhen (kinesiska: 瓦店镇, 瓦店) är en köping i Kina. Den ligger i provinsen Shandong, i den östra delen av landet, omkring 240 kilometer öster om provinshuvudstaden Jinan.
Genomsnittlig årsnederbörd är 896 millimeter. Den regnigaste månaden är juli, med i genomsnitt 269 mm nederbörd, och den torraste är januari, med 9 mm nederbörd.